# Candleland
Candleland es el álbum debut en solitario del cantante Ian McCulloch, publicado a través de Sire Records el 17 de septiembre de 1989. El disco marcó la marcha de McCulloch de la banda Echo & the Bunnymen en 1989. La canción "Candleland" cuenta con la colaboración de la cantante de Cocteau Twins, Elizabeth Fraser. Alcanzó el puesto número 18 en la lista británica de álbumes y el 179 en el Billboard 200.

## Lista de canciones
- Todas las canciones compuestas por Ian McCulloch.

1. "The Flickering Wall" – 3:35
2. "The White Hotel" – 3:15
3. "Proud to Fall" – 3:57
4. "The Cape" – 4:09
5. "Candleland" – 3:18
6. "Horse's Head" – 4:47
7. "Faith and Healing" – 4:36
8. "I Know You Well" – 4:06
9. "In Bloom" – 5:02
10. "Start Again" – 5:00

## Personal
- Ian McCulloch – voz, guitarra.
- Ray Shulman – bajo, teclados, productor, programación.
- Boris Williams – batería en "The White Hotel" y "Proud to Fall".
- Mike Jobson – bajo en "The Flickering Wall" y "The White Hotel".
- Elizabeth Fraser – coros en "Candleland".
- Dave Bascombe – remezcla en "Candleland".
- Billy McGee – arreglos de cuerda en "Horse's Head".
- Olle Romo – programación en "Horse's Head" y "Start Again".
- Henry Priestman – arreglos de cuerda en "I Know You Well".